# Returner (Yami no Shūen)
Returner ～Yami no Shūen～ (Returner ～闇の終焉～, lett. Fine dell'oscurità?) è un singolo del cantante rock giapponese Gackt, pubblicato il 20 giugno 2007.

## Tracce
1. Returner (Yami no Shūen) – 4:21
2. Cube (Drug I Ver.) – 5:35
3. Birdcage (Drug I Ver.) – 6:37
4. Returner (Yami no Shūen) (Instrumental) – 4:14